# Адвент
Адве́нт (від лат. adventus — прихід) — назва періоду в літургійному році, що побутує серед християн Католицької та деяких Протестантських церков. Поняття «Адвент» походить від латинського слова «adventus», що означає «прихід» і є перекладом грецького слова «parousia».
Адвент — час радісного очікування, що передує Різдву Христовому, у цей час триває приготування до свята. У східному християнстві Різдвяний піст триває 40 днів у період від 15 листопада до 24 грудня і називається — Пилипівський піст.
Згідно з календарем римо-католицької, англіканської, лютеранської, моравської, пресвітеріанської і методистської церков, Адвент починається за чотири тижні до Різдва в період від 27 листопада до 3 грудня, а завершується 24 грудня.
Духовний сенс Адвенту — подвійний. По-перше, це час радісного очікування, період приготуваннь до святкування Різдва, по-друге, час для роздумів про прийдешнє друге пришестя Христа.
Перші свідчення про святкування Адвенту в західній церкві належать до IV ст. (380 рік), коли Сарагоський собор запровадив особливі правила богослужінь від 17 грудня до свята Богоявлення.
На час Адвенту припадає низка католицьких свят: св. Варвари, св. Миколи тощо. В ці дні печуть різдвяне печиво, готують чи купують подарунки. В громадських місцях встановлюють ялинки, влаштовують різдвяні базари. Першу згадку в історії про Адвент можна знайти в «Історії франків». Вона розповідає, що 480 року деякі християни дотримувались посту тричі на тиждень у кілька останніх тижнів перед Різдвом.

## Символи і звичаї Адвенту
Основними кольорами Адвенту під час прикрашання вінків, різдвяних базарів та ін. здавна є червоний (як символ крові Христа) та зелений (символ вірності вірян Христу і його вірності вірянам, символ надії).
Однією з найвідоміших традицій, що стосуються Адвенту, є «віночок Адвенту» — вінок з ялинкових гілок, в який уплетено чотири свічки. У першу неділю запалюють одну свічку, в другу — дві і так далі, тобто з кожним днем стає щораз світліше. У день Різдва Христового запалюють усі свічки, символізуючи тим самим світле свято. Такими вінками прикрашають як церкви, так і помешкання вірян. Ще одна відома традиція — Різдвяний календар для дітей, розділений на квадрати за кількістю днів Адвенту, де за кожним листочком з датою міститься коробочка з ласощами.
Перший день Адвенту визначається як четверта неділя до Різдва Христового. Залежно від року цей день випадає на період з 27 листопада до 3 грудня. Кожна з чотирьох неділь Адвенту має певну тематику, відтворену в євангельських недільних читаннях Письма на богослужінні в Церкві та вдома в сімейному колі. Цей звичай поширився по всьому світу з Німеччини, а прабатьками сучасної прикрашеної ялинки були гілки садових дерев: вишні, бузку, бузини, каштана. У день святої Барбари, 4 грудня, гілки зрізали, вносили в тепле приміщення і ставили в воду, щоб вони встигли розквітнути до Різдва.
Чотири свічки Адвентського віночка:
Перша неділя — залізний або вишневий Адвент. Запалюють білу свічку. Свічка  — символ прийдешнього пришестя Ісуса Христа.
У цей день запалюють першу свічку у вінку Адвента — свічку Пророцтва. Вона символізує старозавітні пророцтва пришестя Спасителя. Ми святкуємо виконання цих пророцтв — пришестя Спасителя на землю Немовлям, Його пришестя в наші серця через віру в Слово Боже, і Його останнє пришестя в славі, щоб судити всіх людей. Перша неділя Адвенту вважається початком нового літургійного (церковного) року. Кожна неділя Адвенту присвячується певному спогаду, якому відповідають євангельські читання під час богослужіння: першу неділю присвячено прийдешньому пришестю Ісуса Христа в кінці часів.
Друга неділя — мідний або бузковий Адвент. Запалюють білу свічку. Свічка — Івана Хрестителя.
Друга неділя Адвенту відзначається рівно через тиждень після першої неділі Адвенту. У цей день запалюють Свічку пророцтва і другу свічку у вінку Адвенту — Вифлеємську свічку. Вифлеємська свічка — символ пришестя на землю Ісуса, Сина Божого, народженого від Діви Марії. Це світлий символ приготування до зустрічі Немовляти Христа.
Третя неділя — срібний або бузиновий Адвент. Запалюють червону або рожеву  свічку. Свічка — Пастухів-вівчарів.
У третю неділю Адвенту запалюють перші дві свічки і приєднують третю свічку — Свічку Пастухів-вівчарів. Свічка Пастирів означає пришестя Спасителя в серця через віру в Його святе Слово.Як пастухи побачили Спасителя на власні очі й увірували, так і ми бачимо Його очима віри. Свічка також символізує те, як ми ділимося своєю вірою в Христа, подібно до пастухів, які розповідали про Христа всім зустрічним. У західних християнських країнах кольором Адвенту вважають фіолетовий (ліловий, пурпуровий), в таких відтінках зазвичай виконані декорування в церквах і навколо церков, а також вбрання священнослужителів. Будинки жителів також витримані в спокійних відтінках фіолетового кольору.
А в третю неділю Адвенту допускаються прикраси рожевого кольору. Рожевою може бути і Свічка Вівчарів.
Четверта неділя — золотий або каштановий Адвент. Запалюють білу свічку. Свічка — Ангельська свічка або свічка останнього пришестя у славі з усіма ангелами.
У цей день запалюють перші три свічки і приєднують останню — ангельську Свічку. Вона означає останнє пришестя Спасителя у славі з усіма Ангелами, щоб взяти всіх істинно віруючих з собою на небеса.
Серед інших традицій також є розповсюдженими:
- Адвент-календар - спеціальний календар, який використовується для відліку днів від першого дня Адвенту або 1 грудня до Святвечора. Ідея походить з 19 століття від німецьких лютеран. Цей звичай відомий і плекається в багатьох країнах світу в християнських родинах.
- Адвентний ліхтар - різновид світильника, виконаного у формі замкнутого чотирикутника, стінки якого нагадують готичні вітражі з християнською символікою або біблійними сюжетами. Всередину ліхтаря ставлять свічки або маленьку лампочку на батарейках. Ліхтарі освітлюють першу частину Святої Меси - роратну, під час якої в храмі вимикається світло і настає символічна темрява. Ліхтар є символом притчі Ісуса про розсудливих дів, які з запаленими світильниками чекали приходу Нареченого. (Мт 25:1-13).

Звичаями, популярними насамперед серед католиків, є також:
Мандрівна фігура Матері Божої – цей звичай практикується в багатьох польських парафіях. Він полягає в тому, щоб після рорат дитина прийняла фігурку Богоматері з церкви, чиє серце із записаними добрими справами, вчиненими минулого дня, намалював священик, який служив рорати. Найчастіше статую Богоматері беруть на один день. У цей день усією родиною намагаються відсвяткувати т. зв. «сімейної літургії» співом адвентових і марійних пісень, читанням  Святого Письма, молінням Розарію та інших молитов. Сім'я ніби запрошує Марію до себе додому.
- Роратна свічка (роратка) - це символ Пресвятої Богородиці, яка несе людям Христа - Світло правдиве. У церквах його ставлять у пресбітерії біля вівтаря або біля вівтаря Богоматері. Білий або блакитний бант, яким оперізується роратка, говорить про непорочне зачаття Пресвятої Богородиці.